# فرد وليامز (لاعب كرة قدم أمريكية)
فرد وليامز (بالإنجليزية: Fred Williams)‏ هو لاعب كرة قدم أمريكية أمريكي، ولد في 8 فبراير 1929 في ليتل روك في الولايات المتحدة، وتوفي في 9 أكتوبر 2000 في هيبير سبرينغز في الولايات المتحدة.

## وصلات خارجية
- فرد وليامز على موقع مرجع كرة القدم المحترفة.كوم (الإنجليزية)